# Malovanka, Horodok
Malovanka (în ucraineană Мальованка) este un sat în comuna Zavîdovîci din raionul Horodok, regiunea Liov, Ucraina.

## Demografie
Componența lingvistică a localității Malovanka
     Ucraineană (100%)
Conform recensământului din 2001, toată populația localității Malovanka era vorbitoare de ucraineană (100%).